# كيلسي لي باربر
كيلسي لي باربر (مواليد 20 سبتمبر 1991) هي لاعبة رمي الرمح أسترالية، فازت بالميدالية البرونزية في دورة الألعاب الأولمبية الصيفية 2020.